# Justicia clivalis
Justicia clivalis är en akantusväxtart som beskrevs av D.C. Wasshausen. Justicia clivalis ingår i släktet Justicia och familjen akantusväxter. Inga underarter finns listade i Catalogue of Life.